# Escalante
Escalante és un municipi de la Comunitat Autònoma de Cantàbria, situat en la comarca de Trasmiera. Limita al nord amb Arnuero i Argoños, a l'oest amb Meruelo i Hazas de Cesto, al sud amb Bárcena de Cicero i a l'est amb la badia de Santoña.

## Localitats
- El Alvareo/L'Alvaréu.
- Baranda.
- Cornoció/Cornociu.
- Escalante (Capital).
- Montehano/Montehanu.
- Noval.
- Rionegro/Runegu.

## Demografia
| 1900 | 1910 | 1920 | 1930  | 1940 | 1950  | 1960 | 1970  | 1980 | 1990 | 2000 | 2007 |
| ---- | ---- | ---- | ----- | ---- | ----- | ---- | ----- | ---- | ---- | ---- | ---- |
| 779  | 816  | 832  | 1.003 | 993  | 1.066 | 996  | 1.002 | 737  | 757  | 754  | 761  |

Font: INE

## Administració
| Eleccions municipals, 25 de maig de 2003 |      |        |          |
| Partit                                   | Vots | %      | Regidors |
| PRC                                      | 298  | 51,29% | 4        |
| PP                                       | 180  | 30,28% | 2        |
| PSOE                                     | 95   | 16,35% | 1        |

| Eleccions municipals, 27 de maig de 2007 |      |        |          |
| Partit                                   | Vots | %      | Regidors |
| PP                                       | 241  | 41,20% | 3        |
| PRC                                      | 212  | 36,24% | 3        |
| PSOE                                     | 103  | 17,61% | 1        |